# Diecéze Santarém
Diecéze Santarém (latinsky Dioecesis Santaremensis in Lusitania) je římskokatolická diecéze na území Portugalska se sídlem v městě Santarém a s katedrálou Neposkvrněného početí P. Marie. Je sufragánní diecézí vůči arcidiecézi lisabonské. 

## Historie
Diecéze Santarém byla zřízena v roce 1975 papežem Pavlem VI. jako sufragánní vůči arcidiecézi lisabonské. Původní latinský název ve zřizovací bule byl Dioecesis Scalabitana (staré latinské jméno sídelního města biskupa je Escalabis), ale již při jmenování prvního biskupa byl použit termín Dioecesis Santaremensis in Lusitania. Město Santarém je historicky proslulé eucharistickým zázrakem, který se odehrál v roce 1247.